# White City (métro de Londres)
Pour les articles homonymes, voir Ville blanche.
White City est une station de la Central line du métro de Londres, en zone 2. Elle est située à White City dans le borough londonien de Hammersmith et Fulham.

## Services aux voyageurs

### Desserte

Installations et desserte
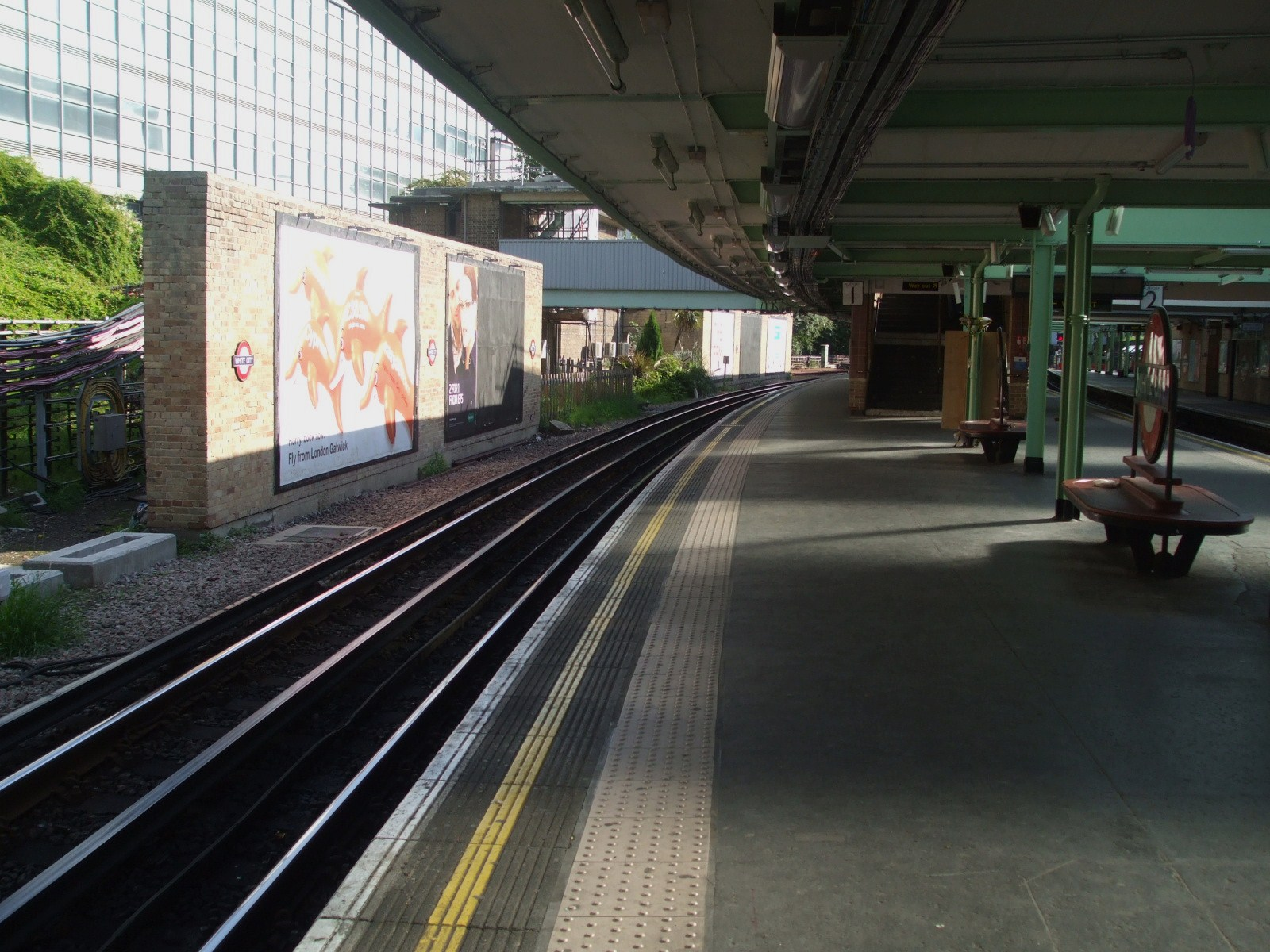
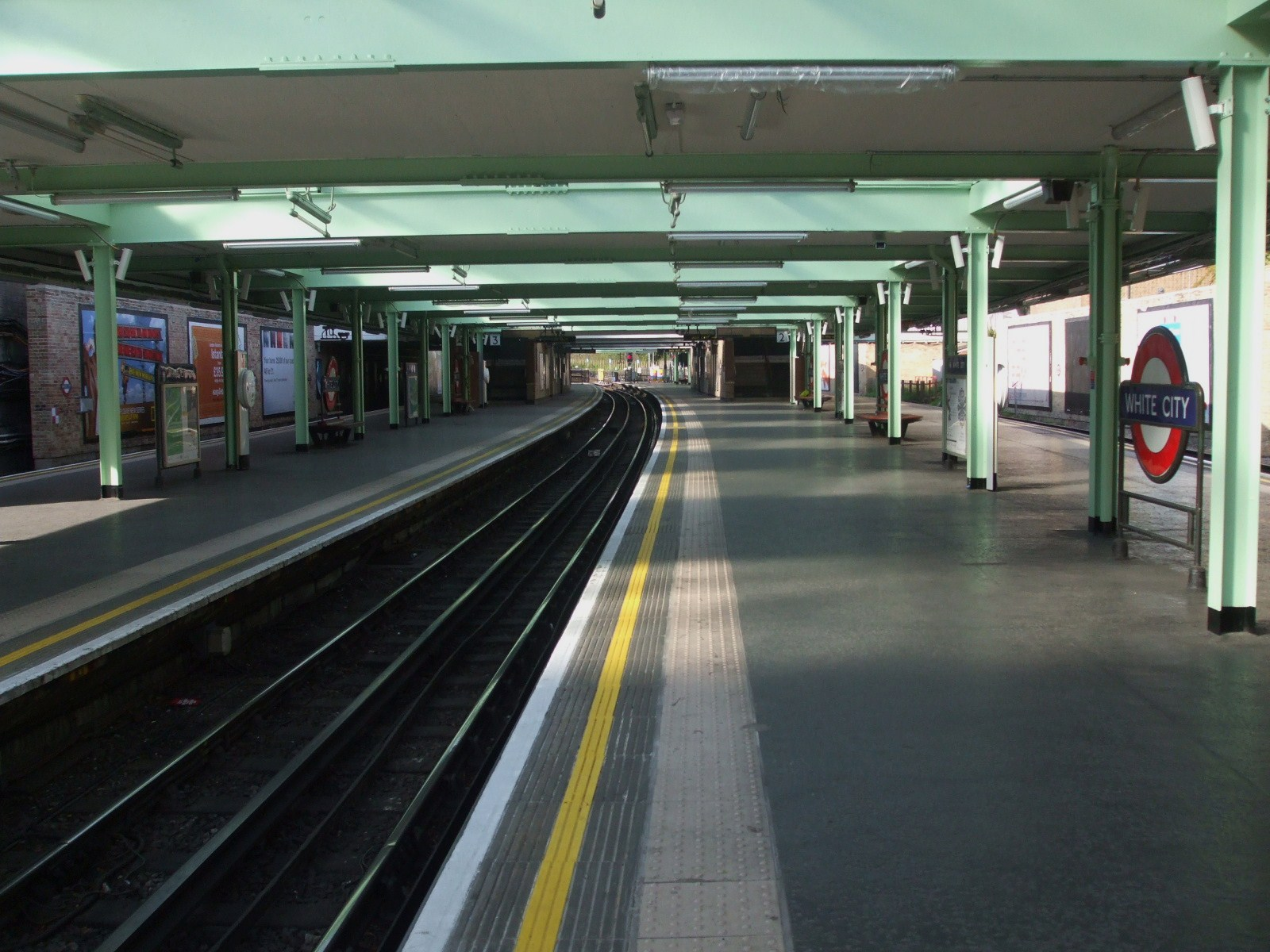
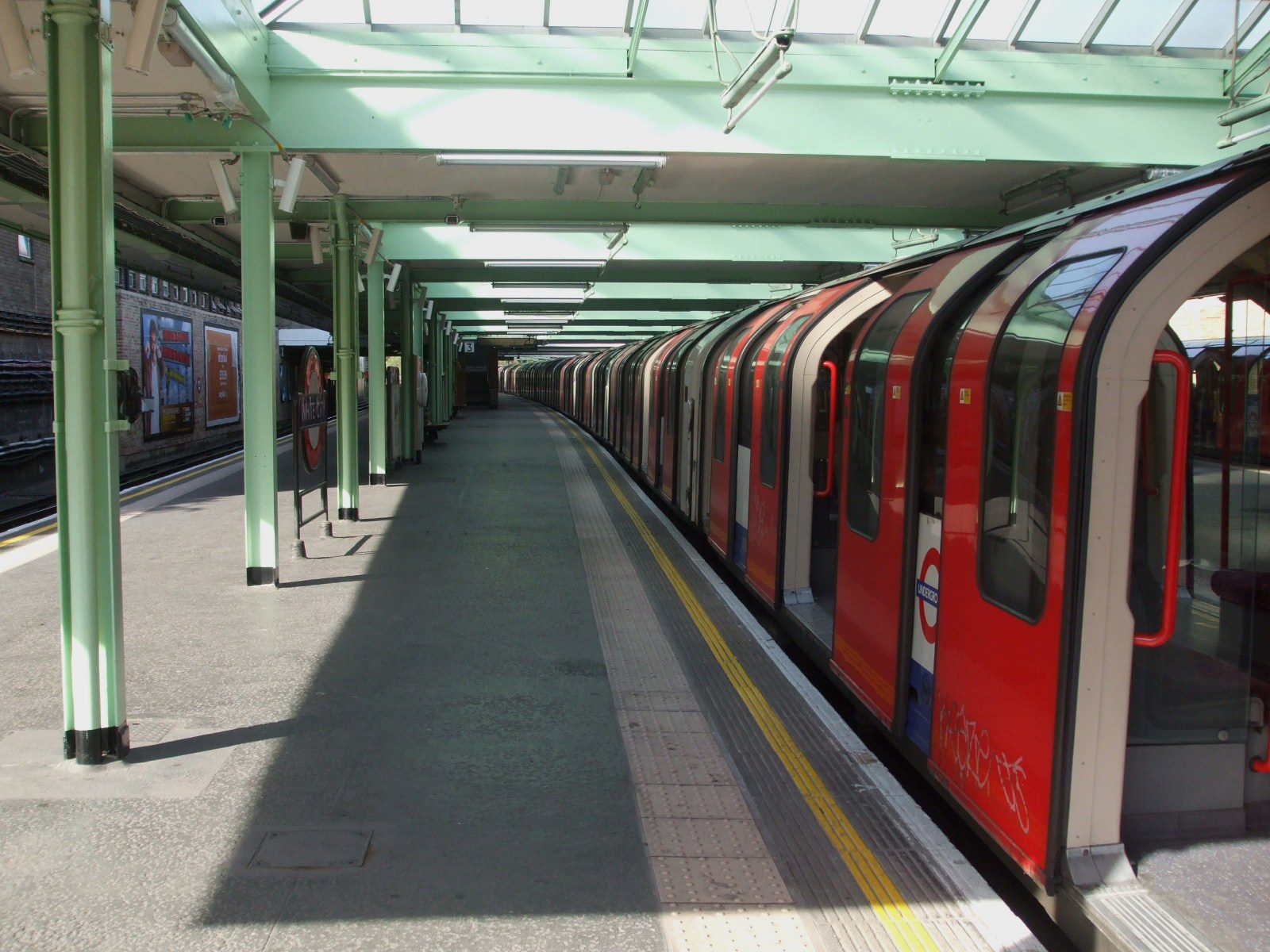

## À proximité
- White City (Londres)